# 플레이스테이션 5
플레이스테이션 5(영어: PlayStation 5, 약칭 : PS5)는 소니 인터랙티브 엔터테인먼트가 개발한 가정용 비디오 게임기이다. 플레이스테이션 4의 후속작으로 2019년 4월에 발표되었으며, 2020년 11월 12일 호주, 일본, 뉴질랜드, 북아메리카, 대한민국에서 출시되었고, 일주일 후 전 세계적으로 출시되었다. PS5는 같은 달에 출시된 마이크로소프트의 엑스박스 시리즈 X/S 콘솔과 함께 9세대 비디오 게임기에 속한다.
기본 모델에는 울트라 HD 블루레이 디스크와 호환되는 광학 디스크 드라이브가 포함되어 있다. 디지털 에디션에는 이 드라이브가 없으며, 다운로드를 통해서만 게임을 구매할 수 있는 저가형 모델이다. 두 모델은 동시에 출시되었다. 두 모델의 더 얇은 하드웨어 개정판은 2023년 11월에 오리지널 모델을 대체하여 판매되었다. 플레이스테이션 5 프로 모델은 2024년 11월 7일에 출시되었으며, 더 빠른 GPU, 향상된 광선 추적, 그리고 AI 기반 업스케일링 기술을 도입했다.
플레이스테이션 5의 주요 하드웨어 특징으로는 스토리지 성능을 크게 향상시키기 위해 고속 데이터 스트리밍에 맞춰 사용자 정의된 솔리드 스테이트 드라이브, 최대 120 프레임/초로 4K 해상도 디스플레이가 가능한 AMD GPU, 사실적인 조명 및 반사를 위한 하드웨어 가속 광선 추적, 그리고 하드웨어 가속 3차원 오디오 효과를 위한 템페스트 엔진이 포함된다. 다른 기능으로는 햅틱 피드백이 있는 DualSense 컨트롤러, 대부분의 플레이스테이션 4 및 플레이스테이션 VR 게임과의 하위 호환성, 그리고 플레이스테이션 VR2 헤드셋이 있다.

## 역사

### 개발

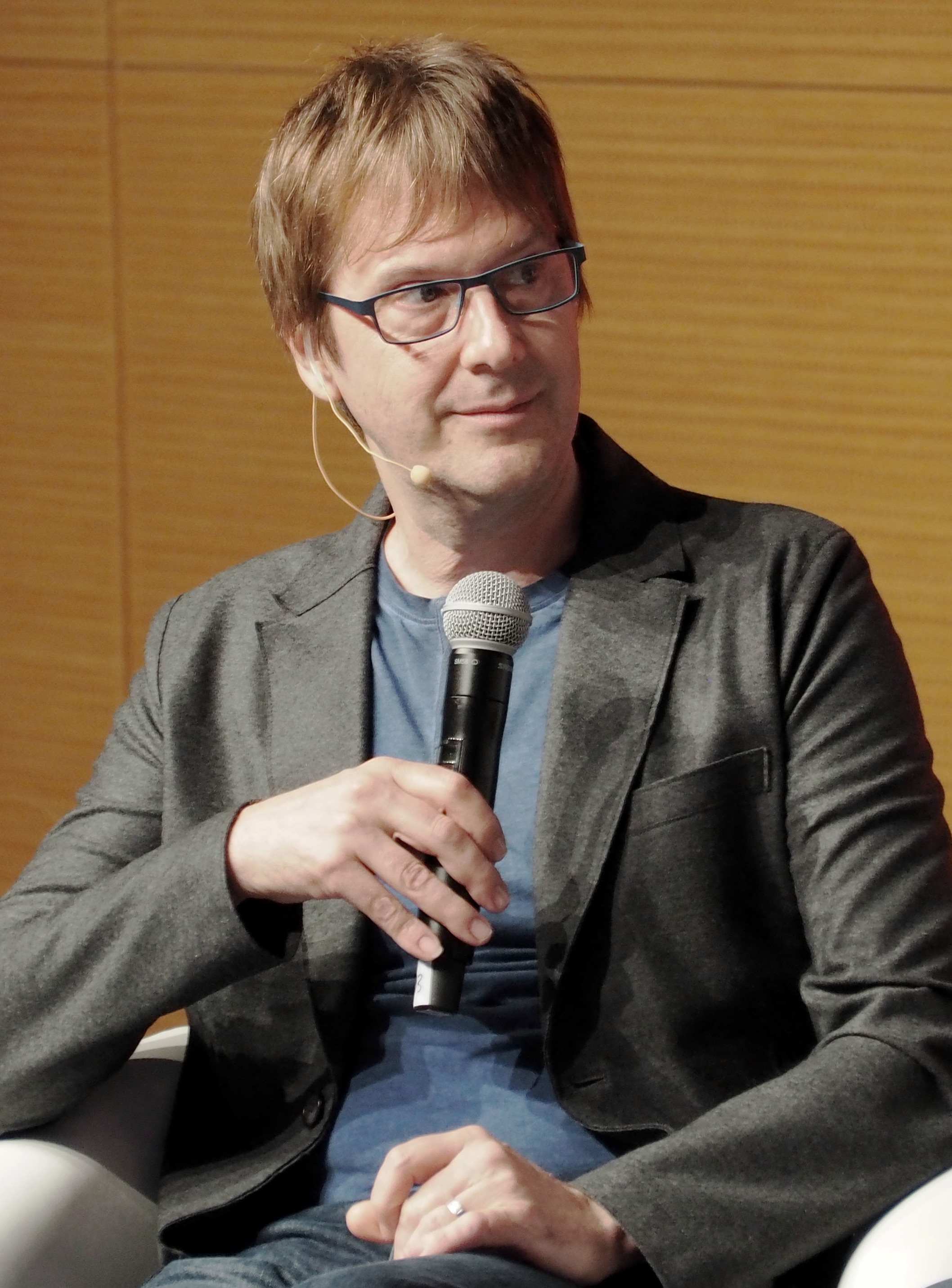
플레이스테이션 5의 수석 아키텍트, 마크 서니

플레이스테이션 콘솔 라인의 수석 아키텍트인 마크 서니는 플레이스테이션 4 출시 후 2년 피드백 주기를 구현했다. 이는 소니의 퍼스트 파티 개발사를 2년 간격으로 정기적으로 방문하여 소니 하드웨어에 대한 우려 사항과 콘솔 리프레시 또는 다음 세대를 위해 어떻게 개선할 수 있는지 파악하는 것을 포함했다. 이 피드백은 개발팀의 우선순위에 직접적인 영향을 미쳤다. 플레이스테이션 5 개발 과정에서 핵심적인 과제는 게임의 로딩 시간 길이를 해결하는 것이었다. 서니는 에픽게임즈의 팀 스위니를 포함한 여러 개발자들이 하드 디스크 드라이브의 표준 I/O 속도가 이제 게임 개발을 추진하는 데 제한적인 요소가 되었다고 말했다고 전했다. 느린 데이터 전송 속도는 게임에 로드되는 데이터의 크기, 저장 매체에 있는 데이터의 물리적 위치, 그리고 로딩 시간을 줄이기 위해 매체 전체에 걸쳐 데이터가 중복되는 것을 제한했다. 중요한 목표는 특히 플레이어가 게임 세계를 이동하면서 새로운 게임 영역을 스트리밍하거나 동적으로 로드하는 게임에서 로딩 시간을 줄이는 방법을 찾는 것이었다.
당시 소니 인터랙티브 엔터테인먼트의 CEO였던 짐 라이언은 소니가 엑스박스 시리즈 S의 저전력 모델인 엑스박스 시리즈 X와 같은 "저가형, 스펙 감소" 버전의 플레이스테이션 5의 타당성을 조사했으며, 그러한 콘솔은 너무 빨리 구식이 되어 성공하지 못한다고 결론 내렸다고 밝혔다.

### 마케팅 및 출시
서니는 2019년 4월 와이어드 잡지와의 인터뷰에서 새로운 콘솔에 대해 처음으로 공개적으로 설명했다. 2019년 초, 소니의 2019년 3월 31일 마감 분기 재무 보고서는 새로운 차세대 하드웨어가 개발 중이며 2020년 4월 이전에 출시되지 않을 것이라고 확인했다. 2019년 10월 두 번째 와이어드 잡지 인터뷰에서 소니는 2020년 말까지 전 세계적으로 차세대 콘솔을 출시할 계획이라고 밝혔다. 현재 하드웨어 사양은 2019년 10월에 공개되었다. CES 2020에서 소니는 이전 플레이스테이션 콘솔 및 브랜드와 유사한 미니멀리즘 스타일링을 따르는 플랫폼의 공식 로고를 공개했다. 전체 사양은 2020년 3월 18일 서니의 온라인 발표에서 공개되었고 소니와 디지털 파운드리에서 발표되었다. 디지털 파운드리는 서니와 자세히 대화했고 4월 2일 "심층 분석"을 발표했다.
주요 게임 라이브러리 쇼케이스는 2020년 6월 4일로 예정되어 있었으나, 조지 플로이드 시위로 인해 6월 11일로 연기되었다. 이 발표는 또한 PS5의 외부 디자인이 처음 공개된 자리이기도 했다.

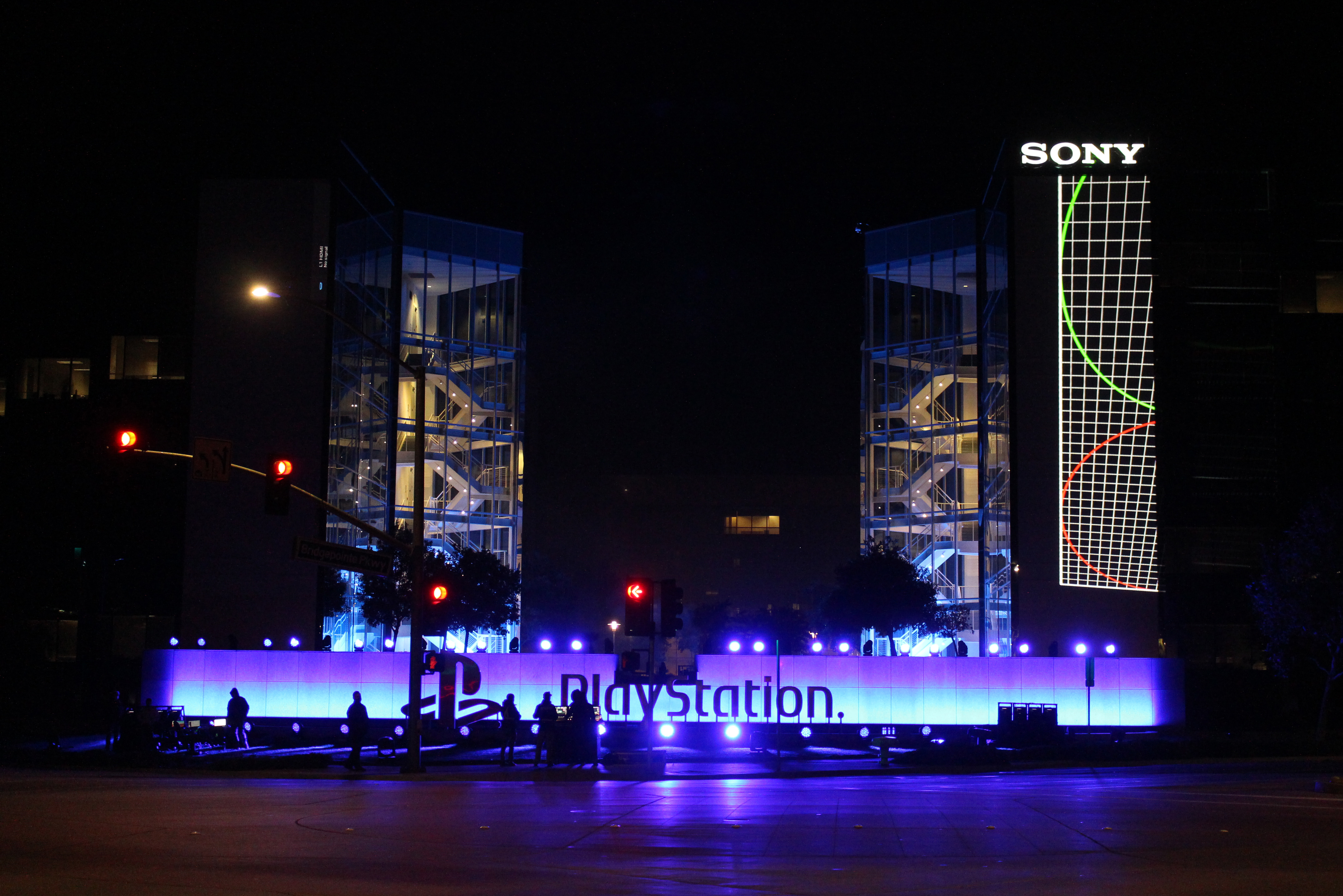
SIE 본사에서 2020년 11월 8일 저녁(출시 4일 전) 이벤트 조명이 설치되는 모습

소니는 2020년 연말 휴가 기간까지 플레이스테이션 5를 출시할 계획이었다.

국가별 플레이스테이션 5 판매량: (As of March 2025):
판매 중
공식적으로 판매되지만 현재 플레이스테이션 네트워크 및 플레이스테이션 스토어를 포함한 플레이스테이션 서비스에서 지원되지 않음 (필리핀 및 베트남)
소니에 의해 중단됨 (러시아)
사용 불가능

날짜와 가격은 2020년 9월 16일 게임 쇼케이스 발표의 일환으로 확정되었다. 호주, 일본, 뉴질랜드, 북아메리카, 대한민국에서의 출시일은 2020년 11월 12일로 확정되었고, 나머지 전 세계 대부분 지역에서는 2020년 11월 19일로 확정되었다. 콘솔은 2020년 12월 11일 필리핀에서 출시되었다.
인도에서 플레이스테이션 5의 출시는 연기되었고, 이는 상표권 분쟁이 원인이라는 추측을 낳았다. "PS5"라는 이름은 다른 사람에 의해 잠시 상표로 등록되었지만, 결국 분쟁은 해결되었고 시스템은 2021년 2월 2일에 출시되었다. 콘솔은 2021년 1월 22일 인도네시아에서 출시되었다. 이 시스템은 2021년 5월 15일 중국에서 출시되었다.
콘솔은 두 가지 모델로 출시되었다. 플레이스테이션 스토어를 통한 온라인 배급과 함께 소매 게임을 지원하는 울트라 HD 블루레이 호환 광학 디스크 드라이브가 포함된 기본 버전과, 디스크 드라이브가 없어 디지털 다운로드만 지원하는 저가형 모델이다.
2020년 9월 16일 발표 이후, 소니는 콘솔의 사전 주문이 다음 날 여러 소매점에서 시작될 것이라고 밝혔다. 그러나 미국과 영국의 여러 소매점들은 그날 저녁에 사전 주문을 시작하여 많은 상점의 재고가 빠르게 소진되는 혼란을 야기했고, 스캘핑이 발생하기도 했다. 소니는 2020년 9월 19일에 이 사건에 대해 사과하고, 향후 며칠 동안 더 많은 사전 주문 배송을 늘리고 연말까지 재고를 늘리겠다고 약속했다.
2020년부터 2023년까지 반도체 대란으로 인해 콘솔의 전 세계 공급은 부족한 상태를 유지했다. 소니는 2023년까지 소매 재고가 부족할 것으로 예상했으며, 회사는 공급망 문제가 해결되었다고 밝혔다. 2022년 8월, 소니는 글로벌 경제, 인플레이션 및 공급망 압력을 이유로 미국을 제외한 대부분의 시장에서 최대 20%의 가격 인상을 발표했다.

## 하드웨어

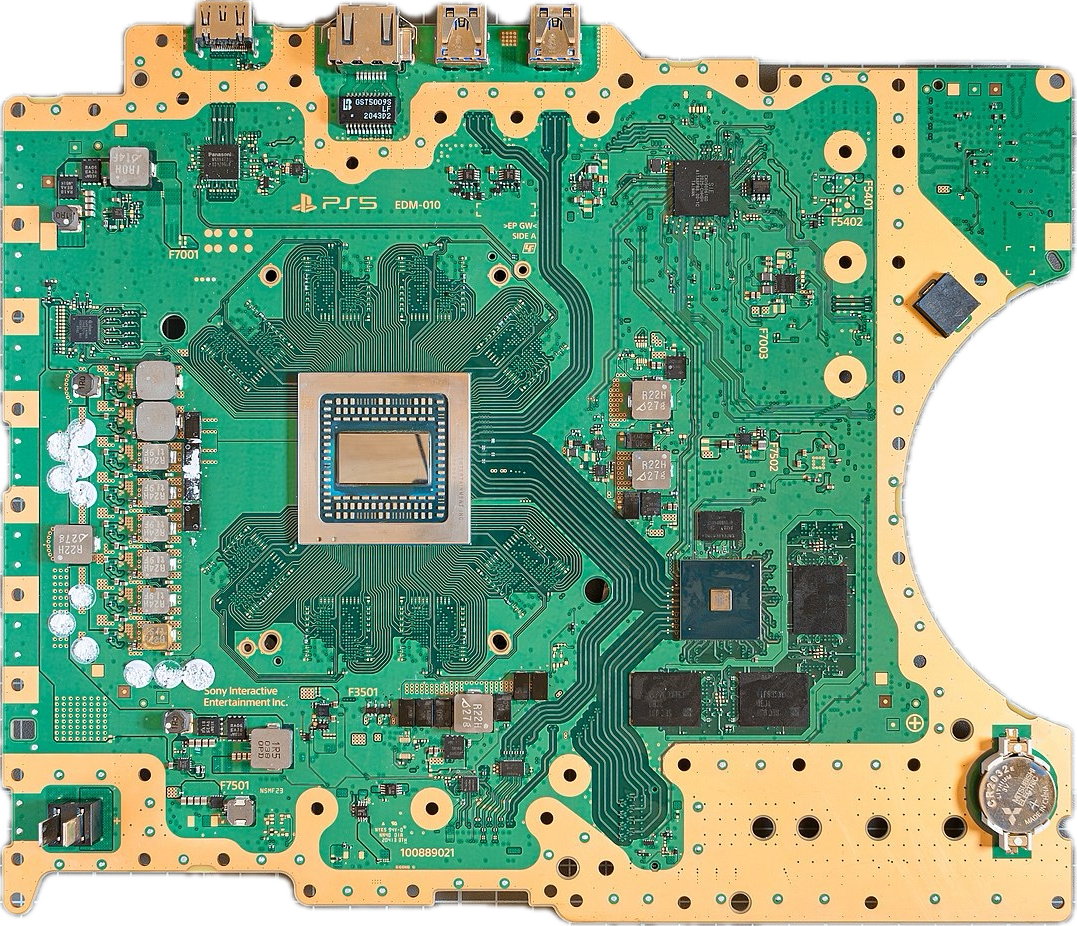
플레이스테이션 5 마더보드

플레이스테이션 5는 AMD와 소니가 공동으로 개발한 맞춤형 SoC를 특징으로 하며, CPU와 GPU를 통합한다. 8코어 CPU는 AMD의 젠 2 아키텍처를 기반으로 하며 7 nm 공정으로 제작되었고, 최대 3.5 GHz의 가변 주파수에서 작동한다. GPU는 AMD의 RDNA 2 아키텍처를 기반으로 하며, 36개의 컴퓨트 유닛이 최대 2.23 GHz로 작동하여 이론적으로 10.28 테라플롭스의 최고 성능을 제공한다. 또한 하드웨어 가속 실시간 광선 추적을 지원하는데, 이는 빛이 물체와 상호 작용하는 방식을 시뮬레이션하여 더 사실적인 조명과 그림자를 생성하는 기술이다. GPU는 소니의 새로운 그래픽 API인 AGC를 통해 프로그래밍된다. 플레이스테이션 5에는 AMD의 SmartShift 기술을 기반으로 한 맞춤형 "부스트" 시스템이 포함되어 있다. 이 시스템은 게임이나 애플리케이션에 필요한 CPU 및 GPU 속도를 동적으로 조절하여 성능과 전력 소비의 균형을 맞춘다.
콘솔의 냉각 시스템은 직경 120 mm (4.7 in), 두께 45 mm (1.8 in)의 양면 흡기 팬과 함께, 소니가 "모양과 공기 흐름이 증기 챔버와 동일한 성능을 달성할 수 있게 한다"고 주장하는 히트 파이프 디자인을 활용한 대형 히트 싱크를 사용한다. 칩과 히트 싱크 사이의 액체 금속층은 열 전달을 향상시킨다. 콘솔은 350와트 내부 전원 공급 장치를 사용하며, 플레이스테이션 4에 비해 휴식 모드에서 전력 소비가 적도록 설계되었다.
플레이스테이션 5에는 256비트 인터페이스를 통해 연결되며 초당 448GB의 최고 대역폭에 도달할 수 있는 16GB GDDR6 SDRAM이 포함되어 있다. 이 통합 메모리 풀은 CPU와 GPU 간에 공유된다. 콘솔은 블루투스 5.1과 와이파이 6 (802.11ax)을 지원한다. 콘솔에는 새로운 오디오 처리 시스템인 템페스트 엔진이 탑재되어 있으며, 플레이스테이션 4의 50개에 비해 수백 개의 동시 사운드 소스를 지원한다.

### 스토리지 아키텍처
플레이스테이션 5는 825GB의 내장 솔리드 스테이트 스토리지를 특징으로 하며, 그 중 667GB는 사용자에게 게임 설치를 위해 제공된다. 플래시 메모리 칩과 컨트롤러는 마더보드에 직접 납땜되어 12채널 인터페이스를 통해 5.5GB/s의 원시 대역폭을 제공한다. Zlib 및 Oodle Kraken 형식을 지원하는 전용 압축 해제 장치는 8-9GB/s의 일반적인 처리량을 허용하며, 최대 22GB/s에 도달한다. 내부 M.2 형식 SSD 슬롯은 최대 8TB의 사용자 설치 NVMe 드라이브를 지원한다. SSD 지원은 공개 베타 이후 2021년 9월 시스템 업데이트에서 추가되었다.
게임은 내장 SSD 또는 M.2 SSD에 설치해야 한다. 그러나 공간을 절약하기 위해 개발자는 멀티플레이어 모드와 같은 기능의 선택적 설치를 허용할 수 있다. 외부 USB 드라이브(최대 8TB)도 지원되지만, 플레이스테이션 4 게임만 USB 스토리지에서 직접 플레이할 수 있다. 플레이스테이션 5 게임은 외부 드라이브에 저장할 수 있지만, 게임 플레이를 위해서는 내부 또는 SSD 스토리지로 전송해야 한다.
표준 모델에는 울트라 HD 블루레이, 표준 블루레이, DVD 형식을 지원하는 울트라 HD 블루레이 드라이브가 포함되어 있지만, CD 또는 3D 블루레이는 지원하지 않는다. 플레이스테이션 5 게임 디스크는 최대 100GB의 데이터를 저장할 수 있으며, 이는 대부분의 플레이스테이션 4 게임에 사용되는 표준 블루레이 디스크 용량의 두 배이다.

### 폼 팩터
플레이스테이션 5의 폼 팩터는 2020년 6월 11일 발표에서 공개되었다. 출시 모델은 듀얼센스 컨트롤러와 일치하는 검은색 중앙 유닛에 흰색 측면 패널이 있는 투톤 디자인을 특징으로 한다. 파란색 LED가 가장자리를 강조한다. 콘솔은 수직 또는 수평으로 배치할 수 있다. 전면에는 긴 공기 흡입구가 있으며, 후면에는 통풍구를 통해 열이 배출된다. 이전 게임 콘솔에 비해 콘솔의 큰 크기는 주목을 받았다. 이 디자인은 효과적인 냉각 관리 및 작동 중 팬 소음 감소를 가능하게 한다. 선임 아트 디렉터 유진 모리사와는 미학과 내부 부피 및 공기 흐름 요구 사항의 균형을 맞추어 케이스 디자인을 이끌었다.
측면 패널은 분리 가능하여 SSD 확장 슬롯 및 선택적 울트라 HD 블루레이 드라이브와 같은 구성 요소에 접근할 수 있다. 두 개의 먼지 수집 채널도 유지 보수를 위해 접근할 수 있다. 콘솔의 출시 버전 전면 포트에는 USB-C (USB 3.1 Gen 2) 1개와 USB-A (USB 2.0) 1개가 포함되어 있으며, 후면에는 USB-A 포트 2개 (USB 3.1 Gen 2), HDMI 2.1 포트, 기가비트 이더넷, 전원 포트가 제공된다.
수직으로 놓았을 때, 광학 디스크 드라이브가 있는 출시 버전 콘솔은 높이 390 밀리미터 (15 in), 깊이 260 mm (10 in), 너비 104 mm (4.1 in)이며 무게는 4.5 킬로그램 (9.9 lb)이다. 디지털 에디션은 너비 92 mm (3.6 in)로 약간 더 얇으며 초기 무게는 3.9 kg (8.6 lb)이었다.

### 하드웨어 개정

#### 표준 모델
소니는 2021년 8월 플레이스테이션 5의 소소한 하드웨어 개정판을 출시했다. 1100 시리즈인 이 버전은 냉각 성능에 큰 영향을 미치지 않으면서 더 작은 방열판을 특징으로 한다. 이 개정판은 또한 콘솔 스탠드를 부착할 때 드라이버가 필요 없게 만들었다. 그 결과, 광학 디스크 드라이브 모델의 전체 무게는 3.9kg (8.6lb)으로, 디지털 에디션은 3.6kg (7.9lb)으로 줄어들었다.
또 다른 개정판인 1200 시리즈는 2022년 8월에 출시되기 시작했다. 이 버전은 SoC의 다이 축소를 특징으로 하며, 전력 소비를 줄이고 소니가 방열판을 다시 설계할 수 있게 하여 무게 감소에 기여했다. 광학 디스크 드라이브가 있는 개정 모델은 3.9 kg (8.6 lb)이고 디지털 에디션은 3.4 kg (7.5 lb)이다.

#### 플레이스테이션 5 슬림
소니는 2023년 10월에 플레이스테이션 5 및 플레이스테이션 5 디지털 에디션의 개정 모델을 발표했으며, 2023년 11월에 출시될 예정이다. 이 모델들은 통칭 "플레이스테이션 5 슬림"으로 불리며, 원래 시스템 버전을 대체했다. 두 버전 모두 물리적으로 더 작고 1TB의 내부 저장 공간을 포함한다. 전면 USB-A 포트는 두 번째 USB-C 포트로 대체되었지만, 여전히 USB 2.0 속도로 작동한다.
개정된 디지털 에디션은 원래 모델보다 가격이 높게 책정되었다. 미국에서는 50달러 더 비쌌다. 선택적 울트라 HD 블루레이 디스크 드라이브는 79달러에 별도로 구매하여 디지털 에디션에 부착할 수 있으며, 이를 통해 기능적으로나 시각적으로 표준 모델과 동일하게 만들 수 있다. 수직으로 놓았을 때, 광학 디스크 드라이브가 있는 모델은 높이 358 mm (14.1 in), 깊이 216 mm (8.5 in), 너비 96 mm (3.8 in)이며 무게는 3.9 kg (8.6 lb)이다. 디지털 에디션은 너비 80 mm (3.1 in)로 약간 더 얇으며 무게는 2.6 kg (5.7 lb)이다.

#### 플레이스테이션 5 프로

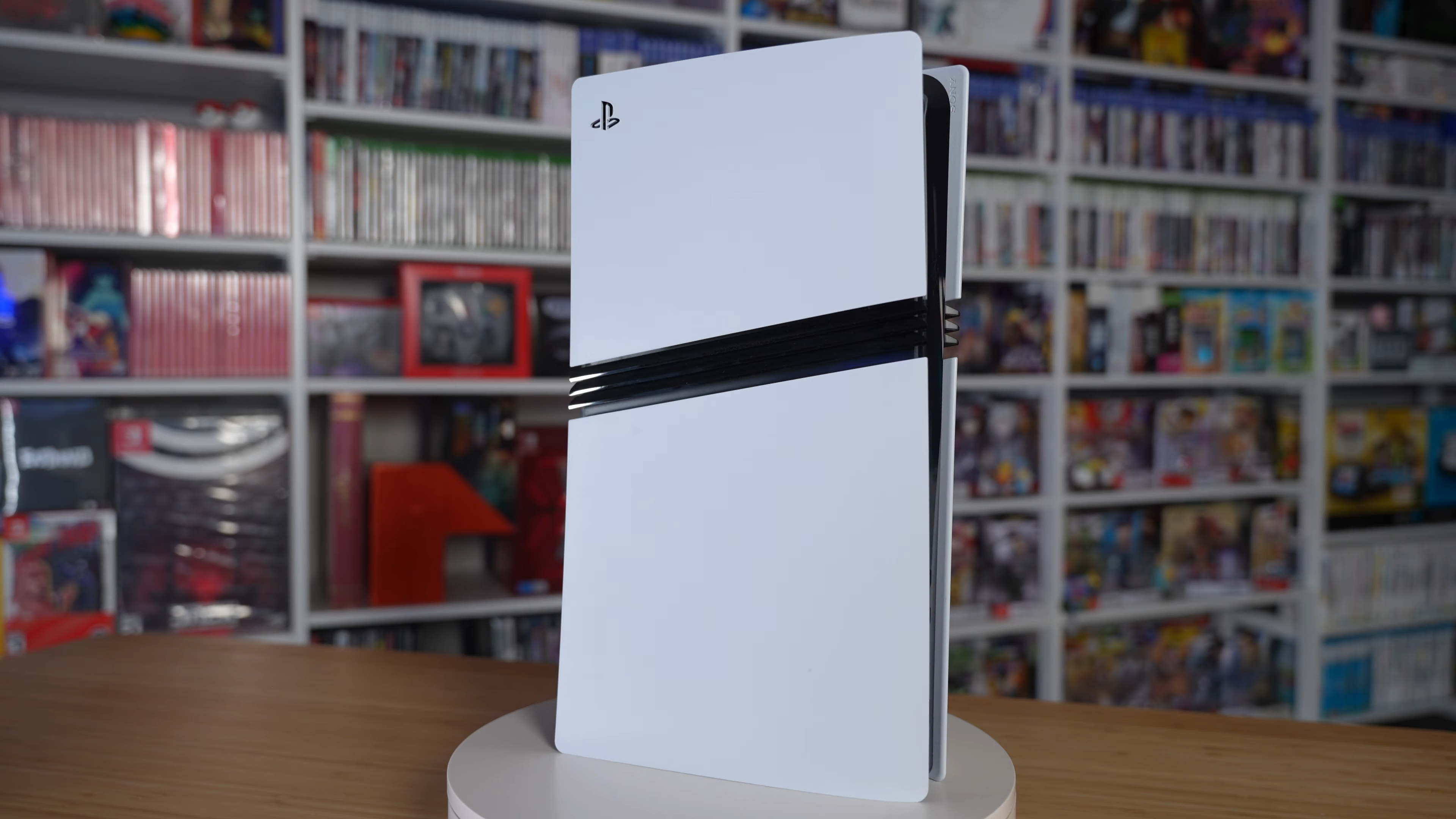
측면에 검은색 "아가미"가 보이는 PS5 프로

소니는 2024년 3월부터 업계 루머가 돈 이후 2024년 9월 10일 플레이스테이션 5 프로 (PS5 프로)를 발표했다. 다른 변경 사항 외에도, 새로운 콘솔은 세 가지 주요 개선 사항을 가지고 있다: 기존 플레이스테이션 5보다 약 45% 더 빠른 GPU, 딥 러닝 기반의 이미지 업스케일링 기술인 플레이스테이션 스펙트럴 슈퍼 해상도(PSSR), 그리고 플레이스테이션 5에 비해 두 배 빠른 광선 추적 성능. 결과적으로, 프로에 최적화된 게임은 60프레임/초에서 4K 해상도를 지원할 것으로 예상된다. 또한 2TB의 내부 SSD 스토리지가 제공되지만, 광학 디스크 드라이브나 수직 스탠드는 포함되지 않으며, 이는 별도로 구매할 수 있다. 프로 유닛에는 와이파이 7 및 8K 해상도 출력을 지원한다. 게임은 프로 시스템의 기능에 접근하기 위해 패치될 수 있으며, 시스템 출시까지 50개의 게임이 향상된 버전으로 준비될 것으로 예상된다. 업계 소문에 따르면 소니의 내부 스튜디오는 이미 2023년 9월부터 프로 콘솔의 데브킷 버전을 사용하여 작업 중이었다. 게임 부스트 기능은 또한 일부 PS4 게임이 프로 시스템에서 해상도를 향상시킬 수 있도록 하며, 약 8,500개의 게임이 출시 시 이 기능을 사용할 예정이다. 프로 모델은 2024년 11월 7일 전 세계적으로 출시되었으며, 가격은 US$699 / GB£699 / €799이다.
PS5 Pro의 가격은 인플레이션을 고려할 때 출시된 콘솔 중 가장 비싼 축에 속했으며, 원래 플레이스테이션 3의 499달러 이상 가격에 이어 플레이스테이션 라인업 내에서 두 번째로 비쌌다. 롤링 스톤은 콘솔의 제한적인 이점 증가에 대해 "압도적으로 부정적인" 반응을 보였다. 스포츠 일러스트레이티드는 가격을 비웃었고, 편집자 데이브 오브리는 "이런 상황에서, 미미한 개선 사항을 가진 PS5 Pro가 실제로 그만한 가치가 있다고 사람들을 설득하려 하는 것은 거의 잔인하게 느껴진다"고 썼다. 소니 사장 히로키 토토키는 2024년 11월 투자자 통화에서 프로 모델이 고성능을 위해 더 많은 비용을 지불할 의향이 있는 하드코어 사용자를 대상으로 하기 때문에 높은 가격이 판매에 부정적인 영향을 미치지 않았다고 믿는다고 밝혔다.

### 30주년 에디션
브랜드의 30주년을 기념하기 위해 2024년 11월 21일에 회색 케이스와 특별 브랜딩이 적용된 PS5 디지털 에디션과 PS5 프로 한정 수량이 출시되었다. 유사한 브랜드 플레이스테이션 듀얼센스, 듀얼센스 엣지, 플레이스테이션 포털 장치도 출시되었다.

### DualSense 및 DualSense Edge 컨트롤러
플레이스테이션 5용 DualSense 무선 컨트롤러는 2020년 4월 7일에 공개되었다. 이 컨트롤러는 이전 듀얼쇼크 컨트롤러를 기반으로 하지만 게임 디자이너 및 플레이어와의 논의를 통해 영향을 받은 수정 사항이 있다. DualSense 컨트롤러는 보이스 코일 액추에이터를 통해 포스 피드백이 있는 적응형 트리거를 가지고 있으며, 필요에 따라 플레이어에 대한 저항을 변경할 수 있어 활에서 화살을 가상으로 당기는 것과 같은 경험을 지원한다. DualSense는 듀얼쇼크 4와 동일한 버튼을 유지하지만, "Share" 버튼은 플레이어가 콘텐츠를 생성하고 공유할 수 있는 추가 수단이 있는 "Create"로 이름이 변경되었다. 플레이어가 컨트롤러만 사용하여 다른 사람과 대화할 수 있도록 새로운 내장 마이크 배열이 추가되었으며, 포함된 컨트롤러 스피커가 개선되었다. 주로 흰색에 검은색 면이 있는 투톤 색상을 가지고 있으며, 검은색 부분은 쉽게 분리할 수 있다. 라이트 바는 터치패드 측면으로 이동했다. USB-C 연결, 더 높은 정격 배터리, 오디오 잭이 있다. 이스터 에그로, 컨트롤러 유닛의 질감은 4개의 플레이스테이션 버튼 심볼(십자가, 원, 사각형, 삼각형)의 미니어처 버전으로 덮여 있다.
소니는 2022년 8월 플레이스테이션 5용의 새로운 컨트롤러인 DualSense Edge(CFI-ZCP1)를 공개했으며, 추가 기능이 특징이다. 이 컨트롤러는 교체 가능한 스틱 모듈, 여러 제어 프로필 및 맵 입력 재배치 옵션으로 DualSense보다 더 모듈식 디자인을 특징으로 한다. 컨트롤러는 2023년 1월 26일 플레이스테이션 다이렉트에서 처음 출시되었지만, 2023년 2월 23일 다른 소매점에서도 판매되기 시작했다.

### 추가 액세서리
액세서리에는 DualSense 충전 스테이션, 새로운 HD 카메라, 미디어 리모컨이 포함된다. Pulse 3D 무선 헤드셋은 PS5의 템페스트 엔진 3D 오디오 기술과 통합되어 있다. PS5는 대부분의 기존 PS4 컨트롤러 및 액세서리와 하위 호환되며 PS4 게임에만 – 일부 제한된 기능으로 사용된다. 락 밴드 주변기기는 락 밴드 2부터 지원된다. PS5 게임은 기존 플레이스테이션 무브, 플레이스테이션 카메라, 플레이스테이션 VR Aim 컨트롤러, 공식 라이선스 헤드셋, 그리고 플라이트 스틱 및 레이싱 휠과 같은 공식 라이선스 특수 컨트롤러를 사용할 수 있다.

#### 플레이스테이션 VR2
소니는 2022년 1월 플레이스테이션 5용 플레이스테이션 VR2를 발표했다. 플레이스테이션 VR의 후속작으로, 4K 해상도, HDR 및 90/120Hz 주사율이 가능한 듀얼 OLED 패널이 특징인 헤드셋으로 구성되어 있다. 또한 추적을 위한 14개의 내장 IR LED와 플레이스테이션 5에 포함된 DualSense 컨트롤러와 유사한 햅틱 피드백 및 적응형 트리거가 있는 두 개의 센스 컨트롤러를 포함한다. 헤드셋은 포비티드 렌더링 및 일부 게임의 인게임 기능을 위한 아이 트래킹을 특징으로 한다. 또한, 컨트롤러에는 손가락 터치 감지 기능이 포함되어 있어 엄지, 검지, 중지의 위치를 인게임 모델에 표시하는 데 사용된다. 이전 모델과 달리 외부 카메라를 통한 위치 확인이 필요하지 않으며, 대신 헤드셋 내부에 있는 4개의 카메라를 사용하여 헤드셋과 컨트롤러의 위치를 추적하고, 콘솔에 연결하기 위해 헤드셋의 USB-C 케이블만 사용한다.
헤드셋은 2023년 2월 22일 미국에서 549.99달러, EU에서 599.99유로, 영국에서 529.99파운드에 출시되었다. 출시 시 PS VR2에서 사용할 수 있는 게임에는 호라이즌 콜 오브 더 마운틴, 그란 투리스모 7, 바이오하자드 빌리지가 포함되었다. 헤드셋은 기본적으로 이전 세대 PS VR용으로 출시된 게임과 호환되지 않으며, 개발자가 게임을 업데이트해야 한다. 플레이스테이션 VR2는 긍정적인 평가를 받았지만, 이후 지속적인 지원 부족으로 비판을 받았다.

## 시스템 소프트웨어
플레이스테이션 5의 사용자 인터페이스는 소니에 의해 "접근 가능하고 정보적"이라고 특징지어지며, 친구들의 활동, 사용 가능한 멀티플레이어 활동, 싱글 플레이어 미션 및 보상에 대한 업데이트를 제공한다. 서니는 "플레이어가 게임을 부팅하고, 무슨 일인지 확인하고, 다시 게임을 부팅하고, 무슨 일인지 확인하는 것을 원치 않는다"고 말하며, 이러한 모든 옵션이 "UI에서 볼 수 있다"고 설명했다. 플레이스테이션의 UX 디자인 부사장인 맷 맥로린은 재설계된 사용자 인터페이스를 "OS의 매우 흥미로운 진화"이자 "PS4 UI의 100% 전면 개편 및 매우 다른 새로운 개념"이라고 설명했다. 맥로린은 UI가 새로운 강력한 시각언어와 함께 매우 빠르다고 밝혔다.
유로게이머는 사용자 인터페이스가 응답성, 향상된 접근성, 명확성, 단순성을 위해 고안되었다고 밝혔다. 이 인터페이스는 4K 해상도와 높은 동적 범위로 렌더링된다. 사용자들은 스타일리시한 부팅 애니메이션과 새로운 로그인 화면을 맞이한다. PS4에서 도입된 중앙 디자인 개념과 모티프는 새로운 홈 화면 사용자 인터페이스로 재설계되었다. 화면 상단에는 응용 프로그램 행과 게임 또는 미디어 앱 표시를 전환하는 두 개의 상단 탭이 있다. 게임을 선택하면 특정 레벨 또는 멀티플레이어 모드와 같은 개별 활동이 표시된다. 플레이스테이션 스토어는 더 이상 독립적인 응용 프로그램이 아니며 이제 홈 화면 사용자 인터페이스에 완전히 통합되었다.
PS4 인터페이스와의 가장 큰 차이점은 PS 버튼을 눌러 화면 하단에서 접근할 수 있는 컨트롤 센터의 도입이다. 컨트롤 센터는 두 섹션으로 나뉜다. 상단 부분은 현재 게임 또는 최근 활동(예: 그룹 채팅)을 기반으로 작업을 제안하는 카드 행이다. 게임 관련 카드는 플레이어에게 특정 미션 완료에 대한 진행 상황 보고서 또는 게임 챌린지 목록을 제공하며, 해당 챌린지로 직접 이동할 수 있는 옵션도 있다. 플레이스테이션 플러스 구독자는 활동 완료 방법을 자세히 설명하는 힌트, 팁, 스크린샷 또는 비디오가 포함된 게임 활동 카드를 볼 수 있다. 시스템 수준 항목은 플레이어에게 플레이스테이션 스토어 판매 정보 또는 사용자가 공유할 최근 스크린샷과 같은 옵션을 제공할 수 있다. 이러한 기능은 PS5 게임 또는 업데이트된 PS4 게임에서 사용할 수 있다. 컨트롤 센터의 하단 부분에는 알림, 상태 업데이트, 친구 목록 및 시스템 설정을 포함한 사용자 정의 가능한 가로 아이콘 행이 포함되어 있다. 바이스가 검토한 내부 자료에 따르면, 이 "활동" 중심 UI의 전략은 플레이스테이션 콘솔 환경에서 번성하고 있다고 소니가 생각했던 싱글 플레이어 게임을 포함한 게임에 시간을 투자하도록 플레이어를 돕는 것이었다. 소니는 현재 많은 플레이어가 게임에 투자할 시간이 많지 않다는 것을 인식하고 있었기 때문에, 활동 카드 개념을 사용하여 플레이어가 게임에서 어떤 활동을 할 수 있고 얼마나 걸릴지 파악하여 그 활동을 자신의 일정에 맞출 수 있도록 도왔다.
플레이스테이션 5는 넷플릭스와 유튜브와 같은 여러 스트리밍 서비스를 지원하며, 앞으로 다른 서비스도 지원될 예정이다. 2023년에 소니 픽처스 코어 서비스가 시스템에 출시되었다. 이 시스템은 플레이스테이션 나우가 사용 가능했을 때 소니의 구독 기반 클라우드 게임 서비스를 지원했다. 플레이스테이션 4, Windows, iOS, Android 기기에서 사용할 수 있는 소니의 리모트 플레이 애플리케이션은 플레이스테이션 5 출시 직전에 업데이트되어 사용자가 로컬 네트워크를 통해 이러한 다른 기기에서 플레이스테이션 5 게임을 원격으로 플레이할 수 있게 되었다.

### 소프트웨어 업데이트
2021년 4월, 소니는 사용자가 다운로드한 PS5 게임을 외부 USB 하드 드라이브로 전송할 수 있는 새로운 소프트웨어 업데이트를 출시했다. 소니는 2021년 6월 엑스박스 인사이더 프로그램과 유사한 플레이스테이션 5 시스템 소프트웨어 베타 프로그램을 발표했으며, 등록된 사용자는 콘솔 소프트웨어의 예정된 업데이트를 출시 전에 테스트할 수 있다. 이 프로그램에서 제공된 첫 번째 주요 기능 중 하나는 2021년 7월 베타 소프트웨어 경로에 추가된 M.2 포트를 통한 내부 저장 공간 확장 지원이었다.
2021년 9월, 소니는 새로운 트로피 추적기, 컨트롤 센터 맞춤 설정, 내장 TV 스피커를 위한 3D 오디오 지원, 내부 SSD 확장 및 여러 UX 개선 사항을 제공하는 새로운 소프트웨어 업데이트를 출시했다. 소니는 2021년 10월에 게임 트라이얼을 도입했으며, 영국 사용자를 대상으로 데스 스트랜딩: 디렉터스 컷과 색보이: 어 빅 어드벤처에 대해 제한적으로 출시했다. 사용자는 이 게임 트라이얼을 통해 일정 시간 동안 게임의 전체 버전을 다운로드하고 플레이할 수 있으며, 그 이후에는 게임을 계속 플레이하려면 게임을 구매해야 한다.
2022년 3월, 소니는 소프트웨어 업데이트 5.00을 출시했는데, 이는 모노 오디오, 알림 소리 내어 읽기, 추가 언어 지원, 활성화된 설정에 체크 표시 표시 기능과 같은 개선된 화면 읽기 기능으로 접근성을 향상시켰다. 미국과 영국 사용자를 위한 음성 명령 지원도 이 업데이트에서 도입되었으며, 사용자는 "Hey, PlayStation"이라고 말한 후 원하는 명령을 내리는 방식으로 플레이스테이션 5를 제어할 수 있다. 우크라이나어 지원도 추가되었고, 게임 베이스는 새로운 "친구" 탭에서 모든 친구를 볼 수 있는 기능, 친구 요청을 더 쉽게 거절할 수 있는 기능, 기타 개선 사항 및 업데이트로 향상되었다. 트로피, 자녀 계정, 홈 화면 및 기타 기능에도 다양한 개선 사항이 적용되었다.
2023년 3월 8일, 소니는 소프트웨어 업데이트 7.00을 출시했는데, 여기에는 VRR 1440p 해상도 지원, PS5 콘솔 간 데이터 전송 기능, 디스코드 음성 채팅 지원, 음성으로 게임 플레이 비디오 클립 저장 지원(출시 시 미국과 영국의 영어로만 사용 가능)이 포함되었다.
2023년 9월 13일, 소니는 소프트웨어 업데이트 8.00을 출시했는데, 여기에는 돌비 애트모스 지원, 최대 8TB 용량의 M.2 SSD 사용 가능(이전 4TB 제한에서 상향), 그리고 시작 알림음 소리를 음소거할 수 있는 기능이 포함되었다.
2024년 3월 13일, 소니는 소프트웨어 업데이트 9.00을 출시했으며, 여기에는 PS5 전원 표시등의 밝기를 조절하는 기능, 파티 및 화면 공유의 새로운 기능 추가, 새로운 AI 머신러닝 모델을 통한 DualSense 및 DualSense Edge 무선 컨트롤러 마이크 입력 품질 개선이 포함되었다.
2024년 9월 12일, 소니는 소프트웨어 업데이트 10.00을 출시했으며, 여기에는 환영 허브, 파티 공유, 개인화된 3D 오디오 프로필, 적응형 컨트롤러 충전, 개별 사용자를 위한 원격 플레이 활성화 지원이 추가되었다.
2025년 3월 25일, 소니는 소프트웨어 업데이트 11.00을 출시했으며, 이는 활동 카드에 전체 세부 정보 표시, 유니코드 16.0 이모지 지원, 자녀 보호 설정 조정, 시스템 성능 및 안정성 개선, 특정 시스템 화면에서 메시지 및 전반적인 유용성 개선이 포함되었다.

## 게임
각 플레이스테이션 5 콘솔에는 DualSense 컨트롤러의 기능을 시연하기 위해 고안된 게임인 아스트로 플레이룸이 미리 설치되어 있다. 게임은 지역 제한이 없어 한 지역에서 구매한 게임을 모든 지역의 콘솔에서 플레이할 수 있다.
소니는 플레이스테이션 4 커뮤니티를 지원하는 동시에 플레이스테이션 5를 주요 기술 발전으로 받아들이는 동시 책임을 발표했다. 게임스인더스트리닷비즈와의 인터뷰에서 라이언은 "우리는 항상 세대를 믿는다고 말해왔다. 차세대 콘솔을 만드는 데 모든 노력을 기울일 때, 이전 세대에는 없는 기능과 이점을 포함해야 한다고 믿는다. 그리고 우리의 견해로는 사람들이 그러한 기능을 최대한 활용할 수 있는 게임을 만들어야 한다"고 밝혔다. 제프 킬리와 DualSense 컨트롤러의 기능에 대해 논의하면서 에릭 렘펠 총괄 매니저는 소니가 "경험의 모든 부분을 발전시키고 싶다"고 확인했지만, 그렇게 하려면 "이전 콘솔의 모든 사람들을 [차세대 경험]으로 데려갈 수는 없다. 개발자들이 경험하게 하고 싶은 것을 경험하려면 새로운 하드웨어, 새로운 장치가 필요하다"고 말했다. 라쳇 & 클랭크: 리프트 어파트는 이전 하드웨어에서는 기술적으로 불가능한 차세대 게임으로 강조되었다. 렘펠은 플레이스테이션 4에 대한 관심이 갑자기 끝나지 않을 것이며, 더 많은 것이 나올 것이라고 킬리에게 확신시켰다.
소니가 콘솔을 독립적인 세대로 정의한 것은 PS5의 기능을 활용하는 PS5 독점 게임으로의 시대적 전환을 의미하는 것으로 널리 해석되었다. 이는 플레이스테이션 콘솔 모두에서 플레이되는 교차 세대 게임을 출시하는 대신, 라이언은 PS5 버전이 콘솔의 고급 기능을 활용하고 PS4 버전은 무료로 업그레이드할 수 있도록 처음 계획했기 때문에 실망할 필요가 없다고 말했다. 호라이즌 포비든 웨스트와 같은 몇몇 주요 게임은 PS5와 PS4의 동시 출시로 개발되었으며, 소니는 PS4 게임의 향상된 버전을 추가 비용 없이 제공하려는 모든 퍼블리셔를 지원한다. 그러나 2021년 5월, 소니는 이 접근 방식에서 큰 변화를 발표하며, 이전에 PS5 독점 게임이었던 그란 투리스모 7과 갓 오브 워 라그나로크가 이제 PS5와 PS4 게임으로 모두 계획되었다. 게임 기자들은 이것이 코로나19 범유행으로 인한 전 세계 반도체 대란이 플레이스테이션 5 공급에 미친 영향과 관련이 있다고 보았다. 소니는 처음에 사전 주문이 발표되었을 때 PS4 사용자에게 호라이즌 포비든 웨스트의 PS5 버전으로 업그레이드하는 데 비용을 청구할 계획이었으나, 소비자들의 부정적인 피드백(소니가 이전에 호라이즌 포비든 웨스트에 무료 업그레이드가 있을 것이라고 언급했던 점을 지적함) 이후, 이 업그레이드는 무료로 제공되지만, 향후 모든 PS4에서 PS5로의 퍼스트 파티 게임 업그레이드는 유료로 진행될 것이라고 밝히며 이전 계획을 번복했다.
유로게이머는 2020년 5월 기준으로 소니의 인증 프로그램은 2020년 7월 13일 이후 인증을 위해 제출된 PS4 게임이 플레이스테이션 5와 네이티브로 호환되어야 한다고 보도했다.

### 하위 호환성
소니의 플랫폼 기획 및 관리 선임 부사장인 니시노 히데아키에 따르면, PS5는 PS4의 4,000개 이상의 게임 라이브러리 중 "99% 이상"과 하위 호환되도록 설계되었으며, 출시일부터 플레이할 수 있다. 콘솔은 플레이스테이션 VR과 호환된다. PS5의 고속 SSD와 향상된 처리 능력 덕분에, 많은 PS4 게임은 향상된 로딩 시간 또는 게임 플레이 속도를 통해 "더 높거나 더 안정적인 프레임 속도와 잠재적으로 더 높은 해상도"의 이점을 얻는다. 플레이어는 저장된 게임 파일을 클라우드 스토리지로 동기화하거나 USB 저장 장치를 사용하여 전송할 수 있으므로 진행 상황이 손실되지 않는다. 하위 호환성은 하드웨어 아키텍처의 유사성, 예를 들어 PS4의 GCN 기반 GPU와의 호환성을 보장하는 RDNA 2 GPU의 "추가 로직" 덕분에 부분적으로 가능해진다. 마크 서니는 2020년 3월 발표에서, 그리고 나중에 디지털 파운드리와의 인터뷰에서 CPU 클록 타이밍에 특별한 주의가 필요하다고 설명했다. 젠 2 CPU는 PS4의 재규어 CPU를 처리하기 위한 명령어 집합을 가지고 있지만, 그 타이밍은 매우 다를 수 있으므로 소니는 젠 2 CPU를 개발할 때 재규어의 타이밍과 더 가깝게 일치시키기 위해 AMD와 긴밀히 협력했다. PS5의 하위 호환성은 일부 PS4 게임에서 오류를 보일 수 있으며, 이전 세대를 포함하지 않는다. 그러나 일부 오래된 플레이스테이션 콘솔 게임은 플레이스테이션 5에서 사용할 수 있는 플레이스테이션 플러스 게임 스트리밍 서비스를 통해 플레이할 수 있다. 플레이스테이션 4의 공유 메뉴는 표시될 수 없지만, PS5의 생성 메뉴는 스크린샷이나 비디오를 캡처하는 데 사용할 수 있다.
PS4 게임의 호환되는 모든 다운로드 버전은 PS5 라이브러리에서 볼 수 있으며 다운로드 가능하다. 게임은 USB 하드 드라이브 또는 와이파이를 통해 복사할 수도 있다. 저장 데이터도 같은 방식으로 또는 클라우드 스토리지를 통해 복사할 수 있다. 2020년 10월 9일, 소니는 PS5와 호환되지 않는 것으로 확인된 10개의 PS4 게임 목록을 발표했다. 일부 개발자들이 이전에 호환되지 않던 게임에 대한 호환성 업데이트를 출시하면서 이 목록은 이후 단축되었다. 2021년 12월 16일 현재, 공식 플레이스테이션 웹사이트에는 PS5와 여전히 호환되지 않는 PS4 게임 6개가 표시되어 있다: 아프로 사무라이 2: 쿠마 볼륨 원의 복수, 히트맨 고: 디피니티브 에디션, Just Deal With It!, 로빈슨: 더 저니, 쉐도우엔, 위 싱.

## 반응
플레이스테이션 5는 출시 당시 대체적으로 좋은 평가를 받았으며, DualSense 컨트롤러의 향상된 햅틱 피드백과 적응형 트리거에 대한 칭찬이 많았다. 모든 PS5에 사전 설치되어 컨트롤러의 기능을 시연하기 위해 고안된 아스트로 플레이룸은 랩톱 매거진이 "놀랍도록 귀엽다"고 칭찬했다. 마블 스파이더맨: 마일즈 모랄레스와 데몬즈 소울을 포함한 독점 라인업은 크게 칭찬받았지만, 테크레이더와 같은 일부 리뷰어들은 출시 게임이 더 많았어야 했다고 말했다. 콘솔의 사용자 인터페이스는 일반적으로 빠르고 탐색하기 쉽다는 점에서 칭찬받았다.
많은 리뷰어들은 콘솔의 디자인에 대해 호불호가 갈렸다. CNET은 흑백 디자인을 "조각적인 대화의 대상"이라고 묘사했다. 톰스 가이드는 큰 크기를 "보기 싫다"고 비판했으며, 다른 이들은 가정용 엔터테인먼트 센터에 통합하는 데 어려움을 겪었다고 언급했다. 많은 이들은 또한 크기가 냉각 및 작동 소음 감소에 도움이 된다는 점을 인정했다. 비교적 작은 667GB의 사용 가능한 SSD 공간은 비판받았다.
디지털 파운드리와 같은 기술적 리뷰에서는 가변주사율과 광고된 8K 비디오 출력 모드가 출시 시점에는 존재하지 않았다는 점을 지적했다. 그들은 광선 추적, SSD 속도, 120Hz 출력 기능을 칭찬했다.

### 판매
플레이스테이션 5는 엑스박스 시리즈 X/S와 마찬가지로 출시 직후부터 공급이 제한적이었고, 반도체 대란으로 인해 2021년 내내 공급이 제한되었다. 이는 코로나19 범유행으로 인한 비디오 게임 콘솔 수요 증가와 맞물렸다. 소니는 적어도 2022년까지는 공급이 계속 제한될 것으로 예상했다. 스캘핑업자들은 부족 현상을 이용해 콘솔을 수천 달러에 팔려고 시도했다. 소니는 2021년 11월 스캘핑업자를 우회하기 위해 유럽 내 소비자에게 직접 콘솔을 판매하는 플레이스테이션 다이렉트 프로그램을 확장했다.
출시 2주 후, 소니는 플레이스테이션 역사상 가장 큰 출시라고 발표했으며, 2013년 플레이스테이션 4가 첫 2주 동안 기록한 210만 대를 넘어섰다. 일본에서 시스템 출시 첫 주 동안 표준 콘솔은 103,901대가, 디지털 에디션은 14,181대가 판매되어 총 118,082대를 기록하며 해당 주에 국내에서 가장 많이 팔린 콘솔이 되었다. 2021년 9월까지 소니는 일본에서 100만 대 이상의 PS5 판매량을 보고했다. 이에 비해 이전 모델은 출시 1년 후까지 100만 대 판매를 달성하지 못했다. 영국에서는 PS5가 11월 한 달 동안 가장 많이 팔린 비디오 게임 콘솔이었다. 스페인에서는 출시 첫 주에 43,000대 이상의 PS5가 판매되었다.
소니는 2020년 회계 연도 12월 31일 마감 분기까지 PS5의 총 출하량이 450만 대에 달했다고 보고했으며, 이는 PS4의 출시 출하량과 비슷한 수치이다. 2021년 3월 31일까지 플레이스테이션 5의 총 출하량은 780만 대에 달했으며, 이는 PS4가 출시 후 첫 두 분기 동안 출하한 760만 대를 넘어선 수치이다. 소니는 2021년 7월 18일 기준으로 1,000만 대의 PS5가 판매되었으며, 이는 PS5가 현재까지 가장 빨리 팔린 콘솔이라고 보고했다. 회사는 2021년 6월 30일까지 1,010만 대의 콘솔을 출하했다고 나중에 확인했으며, 이는 거의 모든 출하된 콘솔이 시장에 도달하는 즉시 판매되었다는 것을 의미한다. 2021년 9월 30일까지 콘솔 출하량은 1,340만 대를 넘어섰다. 회사는 8월에 2022년 3월에 마감되는 2021년 회계 연도 말까지 2,200만 대 이상의 PS5 유닛을 출하할 충분한 재고 하드웨어를 확보할 것으로 예상했지만, 11월에는 1,500만 대로 수정되었다. 그럼에도 불구하고 2022 회계연도 판매량은 2,260만 대로 증가할 것으로 예상되었다. 블룸버그 뉴스는 2022년 1월, 소니가 칩 부족이 계속되는 동안 PS5 부족을 완화하기 위해 2021년 말에 PS4 생산을 중단하는 대신 계속할 것이라고 보도했다. 2024년 9월 말까지 PS5 유닛의 총 출하량은 6,500만 대에 달했다.
PS5 판매량은 2022년 5월까지 2,000만 대, 2023년 7월까지 4,000만 대, 2023년 12월까지 5,000만 대, 2025년 2월까지 7,500만 대에 도달했다.

## 같이 보기
- 닌텐도 스위치
- 플레이스테이션 비타
- 엑스박스 시리즈 X/S
- 소니 인터랙티브 엔터테인먼트
- 플레이스테이션 4